# Boswell's Corner
 (mars 2025).
Boswell's Corner est une census-designated place située dans le comté de Stafford, dans l’État de Virginie, aux États-Unis. Lors du recensement de 2020, elle comptait 1 656 habitants.